# Schranz
La schranz est un genre de musique électronique, plus précisément un style de hardtechno. Ce terme est à l'origine attribué par le DJ allemand Chris Liebing en 1994, avant que le genre en lui-même n'émerge qu'au début des années 2000.

## Histoire
Le terme semblerait venir d'un mélange de deux mots en allemand : schreien (crier) et tanzen (danser). La schranz existe originellement depuis 1994,, crédité par le DJ et animateur radio Chris Liebing, originaire de Francfort, à son arrivée dans un disquaire local du nom de Boy Records. À cette période, Liebing parvient à trouver des albums de hardtechno catégorisés schranz. Dans une entrevue en 2002, Liebing explique que depuis ce jour, la schranz est une « description d'un son plus sombre et distordu. »

## Caractéristiques
La schranz se caractérise par un style minimaliste et rapide avec un tempo oscillant généralement entre 140 et 160 BPM. Le genre se caractérise aussi par des samples dérivés des machines, des boucles de percussions déformées et un thème essentiellement monotone. 

## Artistes et événements
Des artistes notables et notoires du genre incluent : Chris Liebing, DJ Amok, Frank Kvitta, Boris S., Felix Kröcher, Ganez the Terrible, le duo Hardtrax et Jackhamma, Greg Notill et Speedy J[réf. nécessaire]. DJ Rush, bien qu'il explique ne jamais s'être revendiqué du genre, s'est également fait un nom dans la scène.
Des soirées notables comme We Are Rave diffusent de la schranz.